# Tiefenwasser (Ozeanographie)
Tiefenwasser bezeichnet in der Ozeanographie die Wassermassen, die sich unterhalb der Hauptthermokline befinden und typischerweise in Tiefen von über 1000 Metern vorkommen. Sie zeichnen sich durch spezifische physikalische und chemische Eigenschaften wie Temperatur, Salzgehalt und Dichte aus. Im Gegensatz zum Oberflächenwasser ist Tiefenwasser von direkten atmosphärischen Einflüssen weitgehend abgekoppelt, spielt aber eine zentrale Rolle in der globalen Ozeanzirkulation und im Klimasystem.

## Entstehung und Eigenschaften

Schematische Darstellung der thermohalinen Zirkulation mit Tiefenwasserbildung

Tiefenwasser entsteht hauptsächlich durch Prozesse der thermohalinen Zirkulation, bei denen Dichteunterschiede, verursacht durch Temperatur (thermo-) und Salzgehalt (-halin), eine entscheidende Rolle spielen. In den polaren Regionen, insbesondere im Nordatlantik (Grönlandsee und Labradorsee) und im Südlichen Ozean (Weddellmeer und Rossmeer), kühlt sich das  Oberflächenwasser stark ab und wird durch die Bildung von Meereis salzreicher, weil das ausgefrorene Eis kaum Salz enthält. Dieses kalte, salzreiche Wasser sinkt ab und bildet Tiefenwassermassen, die sich langsam in den globalen Ozeanen ausbreiten.
Die wichtigsten Tiefenwassermassen sind:
- Das Nordatlantische Tiefenwasser (North Atlantic Deep Water – NADW) entsteht im Nordatlantik und ist eine der wichtigsten Komponenten der globalen Ozeanzirkulation.
- Das Antarktische Bodenwasser (Antarctic Bottom Water – AABW) bildet sich im Südlichen Ozean und ist das kälteste und dichteste Wasser der Weltmeere.
- Das Antarktische Zwischenwasser (Antarctic Intermediate Water – AIW) liegt zwischen dem Oberflächenwasser und dem Tiefenwasser und spielt eine wichtige Rolle im globalen Wärmetransport.[1]

Tiefenwasser ist durch einen hohen Sauerstoffgehalt geprägt, da es in polaren Gebieten an der Oberfläche mit der Atmosphäre in Kontakt kommt, bevor es absinkt. Gleichzeitig weist es niedrige Temperaturen von etwa 0 bis 4 °C auf und besitzt hohe Nährstoffkonzentrationen, da abgestorbene organische Substanzen aus den oberen Schichten absinken und durch mikrobiellen Abbau freigesetzt werden.

## Rolle im Klimasystem
Tiefenwasser ist ein zentraler Bestandteil der globalen Umwälzzirkulation, auch als „globales Förderband“ bekannt. Diese Zirkulation transportiert Wärme, Salz und gelöste Gase wie Kohlendioxid (CO₂) über große Distanzen und beeinflusst so das Klima auf der Erde. Beispielsweise trägt das Nordatlantische Tiefenwasser dazu bei, warmes Wasser in den Nordatlantik zu transportieren, was das Klima in Nordwesteuropa maßgeblich mildert.
Darüber hinaus spielt Tiefenwasser eine wichtige Rolle im globalen Kohlenstoffkreislauf. Durch die Aufnahme von CO₂ aus der Atmosphäre und dessen Transport in die Tiefsee tragen Tiefenwassermassen zur Regulierung des atmosphärischen CO₂-Gehalts bei. Dieser Prozess wird als physikalische Kohlenstoffpumpe bezeichnet.

## Auswirkungen des Klimawandels
Der Klimawandel hat erhebliche Auswirkungen auf die Bildung und Zirkulation von Tiefenwasser. Die Erwärmung der Atmosphäre und das Abschmelzen von polarem Eis führen zu einer Verringerung der Dichte des Oberflächenwassers, was die Bildung von Tiefenwasser verlangsamen kann. Studien deuten darauf hin, dass die Abschwächung der Umwälzzirkulation, insbesondere im Nordatlantik, bereits im Gange ist und langfristig zu erheblichen Klimaveränderungen führen könnte und weitreichende Folgen auch für marine Ökosysteme hätte Es wird eine Abschwächung der AMOC um 15 bis 20 % bis 2100 für möglich gehalten
Ein weiteres Problem ist die Versauerung der Ozeane, die durch die Aufnahme von CO₂ aus der Atmosphäre verursacht wird. Tiefenwasser speichert einen erheblichen Teil des anthropogenen CO₂, was zu einer Veränderung der chemischen Zusammensetzung des Wassers und einer Bedrohung für marine Ökosysteme führt.

## Forschungsmethoden
Moderne Untersuchungsansätze umfassen:
- Argo-Floats: Argo ist ein mobiles Beobachtungssystem für die Weltmeere, mit dem seit dem Jahr 2000 Temperatur, Salzgehalt, Strömungen und zunehmend auch chemische und biologische Komponenten gemessen werden.
- Isotopenanalysen, z. B. Sauerstoffisotopen-Kurven als Anzeiger des globalen Klimas[10]
- Satellitenaltimetrie, ein satellitengestütztes Radarverfahren zur Erkundung der Meeresoberfläche.
- Ozeanmodelle, um die Ozeanzirkulation in einem Klimamodell dreidimensional darzustellen. Das MIT General Circulation Model (MITgcm) z. B. ist ein numerischer Computercode, der die Bewegungsgleichungen des Ozeans oder der Erdatmosphäre mithilfe des Finite-Volumen-Verfahrens löst.